# Mielnica Duża
Mielnica Duża [pronunciación en polaco: /mjɛlˈnit͡sa ˈduʐa/] es una aldea ubicada en el distrito administrativo de Gmina Skulsk, dentro del condado de Konin, Voivodato de la Gran Polonia, en el centro-oeste de Polonia. Se encuentra a unos 3 kilómetros al este de Skulsk, a 31 kilómetros al norte de Konin, y a 99 kilómetros al este de la capital regional Poznań.